# 아산세교중학교
아산세교중학교(牙山細橋中學校)는 충청남도 아산시에 있는 공립 중학교이다.

## 학교 연혁
- 2025년 3월 1일 : 개교식
- 2025년 3월 1일 : 제1대 김종학 교장 취임
- 2025년 3월 4일 : 재1회 입학식